# 文化的不寛容
文化的不寛容（ぶんかてきふかんよう、英：Cultural Intolerance）は自己とは異なる人種や宗教に基づく文化（異文化）を受け入れない排外主義・エスノセントリズムなどの文化保守主義のことである。

## 概説
もともとはオーストラリアの白豪主義を批判して用いられた言葉である。ゴールドラッシュ後のオーストラリアではそれまで定住していた欧州系住民と新たに移住してきたアジア系移民との間で対立が深まり、1901年には移民制限法が制定され人種にかかわる制限が設けられていた（同法は1973年に廃止）。
2014年に留学生が多いアメリカのミネソタ大学で横行したヘイトスピーチが文化的不寛容であるとの報道で注目され、2016年アメリカ合衆国大統領選挙における共和党のドナルド・トランプ候補による不法移民やイスラム教徒のアイデンティティを認めない差別的発言、アメリカの利益に反する存在を否定する保守主義・アメリカ例外主義に対し、メディアによって急速に拡散した言葉になる。トランプ氏のアメリカ合衆国大統領就任が確定し、その文化政策がどのように実行されるのかを危惧しさらに多用されるようになった。
文化的不寛容は単一文化主義へ傾倒することで文化的健全性が喪失し、文化摩擦から文化浄化・社会浄化そして文化紛争へと発展し、結果的には文化崩壊をも招きかねない社会的ジレンマが示唆される。
対義語は文化多様性、文化的自由、文化相対主義、異文化同化、異文化感受性、社会的統合など。

## 日本
各国の他宗教への寛容度の調査では、79.8%のアメリカ人、79.1%のブラジル人が他宗教の信者も道徳的と肯定的に回答しており、全体としては寛容な結果となっている。一方で日本人の12.6%が他宗教の信者も道徳的と回答しており、多数の日本人が他宗教の信者が不道徳であるとの認識を示しており、日本人の文化的不寛容は抜きん出ている。
|                | 他宗教の信者を信頼する(%) | 他宗教の信者も道徳的(%) | 他宗教の信者と隣人になりたくない(%) | 移民・外国人労働者と隣人になりたくない(%) |
| -------------- | ------------------------- | ----------------------- | ----------------------------------- | ----------------------------------------- |
| アメリカ合衆国 | 69.0%                     | 79.8%                   | 3.4%                                | 13.8%                                     |
| ブラジル       | 57.5%                     | 79.1%                   | 3.4%                                | 2.6%                                      |
| パキスタン     | 26.7%                     | 48.8%                   | 23.8%                               | 20.9%                                     |
| インド         | 50.0%                     | 60.7%                   | 28.4%                               | 47.1%                                     |
| 中国           | 9.1%                      | 13.5%                   | 9.2%                                | 12.2%                                     |
| 日本           | 10.1%                     | 12.6%                   | 32.6%                               | 36.3%                                     |